# 大洛皮塔勒
大洛皮塔勒（法語：L'Hôpital-le-Grand，法語發音：[lopital lə ɡʁɑ̃]）是法国卢瓦尔省的一个市镇，位于该省中部，属于蒙布里松区。

## 地理
大洛皮塔勒（45°35'36"N, 4°11'53"E）面积12.86 平方千米，位于法国奥弗涅-罗讷-阿尔卑斯大区卢瓦尔省，该省份为法国中南部省份，北起顺时针与索恩-卢瓦尔省、罗讷省、伊泽尔省、阿尔代什省、上盧瓦爾省、多姆山省和阿列省接壤。
与大洛皮塔勒接壤的市镇（或旧市镇、城区）包括：布瓦塞莱蒙特龙、克兰蒂约、格雷济约-勒弗罗芒塔勒、普雷雪、叙里勒孔塔勒、于尼亚。
大洛皮塔勒的时区为UTC+01:00、UTC+02:00（夏令时）。

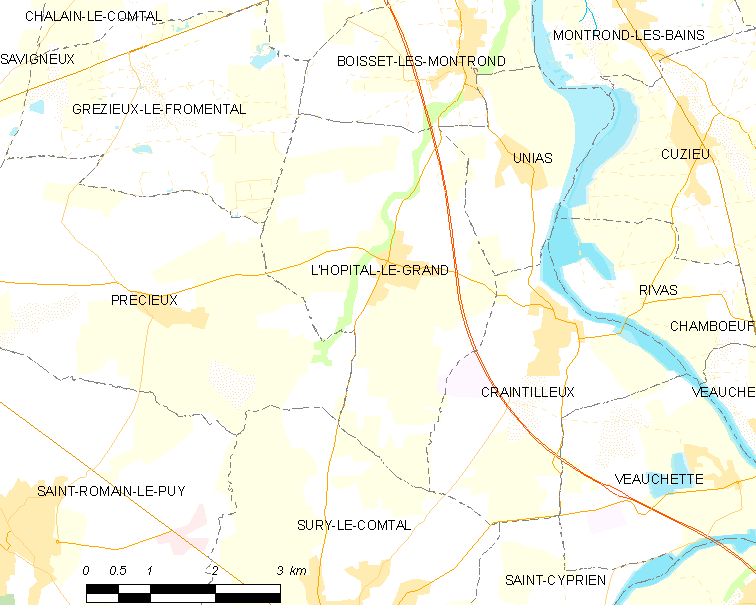
大洛皮塔勒的OSM定位图

## 行政
大洛皮塔勒的邮政编码为42210，INSEE市镇编码为42108。

## 政治
大洛皮塔勒所属的省级选区为蒙布里松县。

## 交通
卢瓦尔省省道D101线和D105线在境内交汇。
A72高速公路经过境内东部并设有高速路服务区，但未设互通式出入口。

## 人口

1962-2008年间大洛皮塔勒人口变化图示

大洛皮塔勒于2022年1月1日时的人口数量为1073人。